# Битва на реке Двине
Битва на реке Двине — сражение русско-польской войны 1654—1667 годов, состоявшееся 24—25 августа 1665 года на реке Западная Двина. Литовские войска были разбиты войсками князя Хованского.

## Предыстория
В конце 1664 года в Литве активизируются действия волонтерских частей Речи Посполитой. Волонтеры не получали жалования из казны и сражались только за добычу. 20 декабря 1664 полки Чернавского и Соломоновича, выступив из-за Двины, вдоль шведского рубежа дошли до Псково-Печерского монастыря, в 20-х числах января штурмовали Порхов, затем отошли к Острову и при выступлении на них полка князя Гагарина из Пскова ушли к Двине, где поделили добычу. Несмотря на то, что воеводы своевременно узнали и о подготовке этого набега, и о передвижениях волонтёров, они ничем не смогли помешать им, обосновывая это нехваткой и «бесконством» ратных людей. Более того, из-за боязни перед литовским нападением в Динабург (Борисоглебов) не пошли очередные подкрепления и обозы с хлебом.
В сложившейся ситуации в Новгородский полк был возвращён князь Иван Андреевич Хованский, отозванный незадолго до этого в Москву. В августе 1665 года князь Хованский получает приказ выступить с силами Новгородского полка к Динабургу (ныне Даугавпилс). Поход был вызван необходимостью снабдить припасами городской гарнизон. В Опочке князь соединился с луцким полком своего сына. Достигнув Двины, князь построил понтонную переправу через реку, защиту которой обеспечил многочисленной пехотой и казаками. Переправившись, князь после боя новгородских казаков с литовскими отрядами взял Друю и «собрав… людей дворянских всех у ково сколко есть, болши трех тысеч, и учиня им значки, и построя ротами», отправил их с казаками «в войну», собирать «кормы» за реку, оставшись с пехотой в обозе.
Достигнув города и снабдив его припасами и подкреплением, князь встал лагерем для отдыха армии. Цель похода была выполнена и князь готовился к обратному пути.
В это время в сторону Динабурга выступают литовские войска Чернавского и Соломоновича.

## Битва
Вечером 24 августа, узнав о подходе литовских полков, князь Иван Андреевич «со товарыщи» выступил к ним на встречу. «Пошли ис-под Линоборка за Двину со всеми… Государевыми ратными конными и пешими людми и с нарядом и с рогатками, построясь и ополченьем. А стравщики,… великого Государя ратные люди, сошлись с неприятельскими людми в трех верстах». В подкрепление Хованский послал «ертоульные сотни», и литовская армия отступила на пятнадцать верст, за реку, к местечку Алыкштя.
«В полчаса ночи» 25 августа русские полки двинулись следом, «и об реку,… во всю ночь был бой у… великого Государя ратных людей у донских казаков с неприятелем. А мы (Хованский и основные силы его полка),… пришед к реке, стояли в справе (в боевой готовности) во всю ночь: за крепость,… ночью идти было нельзя — места незнакомые».
Утром, увидев подход основных сил Новгородского полка князя, литовская армия бросила обоз и бежала. Вскоре Хованский, узнав о спешном сборе всего войска гетмана Паца, увёл свои полки обратно в Псков — задачу похода он выполнил, а воевать с гетманской армией в его задачи не входило.